# Man Singh (Leichtathlet)
Man Singh (* 20. Juni 1989) ist ein indischer Leichtathlet, der im Langstreckenlauf antritt.

## Sportliche Laufbahn
Erste internationale Erfahrungen sammelte Man Singh beim Mumbai Standard Chartered Half Marathon 2014, bei dem er nach 1:06:17 h auf dem dritten Platz einlief. Im Jahr darauf siegte er beim Thane Vasai Virar Half Marathon in 1:06:37 h und 2016 siegte er bei den Südasienspielen in Guwahati mit neuem Spielerekord von 14:02,04 min im 5000-Meter-Lauf. 2017 siegte er dann beim Bhubaneshwar Halbmarathon nach 1:08:44 h und wurde beim Neu-Delhi Halbmarathon nach 1:04:39 h Zweiter. Auch beim BAPHM Pune Halbmarathon wurde er nach 1:07:15 h Zweiter. 2023 gelangte er bei den Asienspielen in Hangzhou mit 2:16:59 h auf Rang acht im Marathonlauf.

## Persönliche Bestzeiten
- 5000 Meter: 14:02,04 min, 9. Februar 2016 in Guwahati
- 10.000 Meter: 29:26,12 min, 2. April 2022 in Thenhipalam
- Halbmarathon: 1:04:39 h, 26. Februar 2017 in Neu-Delhi
- Marathon: 2:16:58 h, 15. Januar 2023 in Mumbai